# جريدة أم القرى
جريدة أم القرى أول جريدة صدرت في المملكة العربية السعودية وهي الجريدة الرسمية للمملكة. تصدر في مكة المكرمة. تحتل «أم القرى» موقعاً مميزاً في تاريخ السعودية، فعبر تاريخها الذي يعود إلى العام 1343هـ (1924م) كانت هذه الجريدة معبّرةً عن هذا التاريخ، ومجليّةً للذاكرة التاريخية والثقافية للبلاد. تصدر أسبوعياً، وتنشر القرارات والأنظمة واللوائح الحكومية والأخبار الرسمية، ويرأس تحريرها الإعلامي أشرف الحسيني.

## تاريخها ومراحل تطويرها
- مرّت بمراحل تطور من أوراق صفراء إلى بيضاء ومن ثم ملوّنة؛ تسرد تاريخ السعودية عبر صفحاتها المتجمعة مع بعضها لتحمل اسم جريدة عمرها يربو على قرن من الزمان. جريدة أم القرى التي أسسها في مكة عام 1343هـ، الملك عبد العزيز آل سعود أول دخوله إلى مكة المكرمة، وظهر العدد الأول منها يوم الجمعة 1343/5/15هـ / 12 سبتمبر 1924م، وأخذت أهميتها بأنها أولى الصحف في العهد السعودي وكانت لمدة ثلاثة عقود تعد بمثابة مرجع أساسي وموثوق لكل من يرغب في التعرف على ملامح الثقافة والفكر والأدب والتاريخ للدولة السعودية منذ نشأتها، وهي ذاكرة الثقافة، وتعد نموذجاً للحراك الثقافي والاجتماعي بالسعودية، ومعبّرة عن روح النهضة والإصلاح التي قادها الملك عبد العزيز آل سعود. كما أنها تتضمن عدة أقسام أبرزها:

1. أنظمة وقرارات مدنية ودولية.
2. مراسيم ملكية.
3. قرارات مجلس الوزراء.

- في يوم 4 شوال 1369هـ الموافق 10 يوليو 1950م نشرت جريدة أم القرى عدداً ملوناً تضمن السيرة الذاتية الكاملة للملك عبد العزيز آل سعود وابنيه الملك سعود والملك فيصل بمناسبة ذكرى مرور خمسين عاماً على دخول الملك عبدالعزيز الرياض.[5]
- بدأ موقع الجريدة على شبكة الانترنت في منتصف شهر شعبان 1434هـ.
- وفي عام 1443هـ/ 2022م رعى أمير منطقة مكة المكرمة الأمير خالد الفيصل، نيابة عن خادم الحرمين الشريفين الملك سلمان بن عبدالعزيز آل سعود، حفل وزارة الإعلام بمناسبة مرور 100 عام هجري على صدور جريدة أم القرى.[6] ونشرت الجريدة كلمة خادم الحرمين الشريفين بمناسبة مرور 100 عام على تأسيس الجريدة، وجاء فيها: "عاصرت (أم القرى) تأسيس المملكة العربية السعودية، ونهضت مع نهضتها الكبيرة التي شملت قطاعات الدولة ومناطقها كافة، وحفظت في ذاكرتها اللبنات الأولى في سن الأنظمة والقوانين التي أقرتها الدولة، بما نشرته من قرارات وأنظمة شكّلت البنية التشريعية والتنموية والاقتصادية المتينة، وبقيت هذه الجريدة إلى وقتنا الحاضر الجريدة الرسمية للدولة. وكما نقلت (أم القرى) القرارات والأنظمة التشريعية للبلاد، منذ تأسست قبل نحو مائة عام، تنقل ما عملت وتعمل عليه حكومة المملكة العربية السعودية من قرارات وتشريعات وإصلاحات وتطويرات لأجهزة الدولة، وأنظمتها وقوانينها، ومعايير تقويمها، منذ باركنا انطلاق رؤية المملكة 2030 الطموحة".[7][8]
- في عام 1443هـ بلغ عدد العاملين في الجريدة 168 موظفاً ما بين إداريين وفنيين وعمّال جميعهم من الأيدي السعودية، وبلغ عدد فروعها أربعة فروع في كلٍ من الرياض والدمام وجدة والمدينة المنورة.[5]

تحت رعاية خادم الحرمين الشريفين الملك سلمان بن عبدالعزيز آل سعود، وحضور الأمير خالد الفيصل مستشار خادم الحرمين الشريفين أمير منطقة مكة المكرمة، احتفلت جريدة أم القرى في 27 شعبان 1443هـ/28 مارس 2022م، بمناسبة مرور 100 عام على تأسيسها، وبصدور هذا العدد 4928 بدأت جريدة أم القرى رحلة جديدة في قرنها الثاني، عنوانها النهضة والتحول الرقمي.
ومما جاء في كلمة خادم الحرمين الشريفين الملك سلمان بن عبدالعزيز آل سعود بمناسبة مرور 100 عام على تأسيس جريدة أم القرى، أنه "قبل نحو مائة عام من اليوم، أسس الملك عبدالعزيز بمكة المكرمة، أول جريدة في المملكة العربية السعودية، وأسماها: (جريدة أم القرى) وهو أحد أسماء مكة المكرمة، قبلة المسلمين، تأكيداً على نهج هذه البلاد المباركة، بالاهتمام بالحرمين الشريفين منجهة، واهتمامها بالإعلام والثقافة من جهة أخرى، ولقد بلغ عمر (أم القرى) قرناً من الزمان متميزة عن غيرها من الصحف، بأنها لم تتوقف عن الصدور خلال سنوات عمرها، فقد واجهت معظم الصحف أزمة توفر الورق خلال الحرب العالمية الثانية، فاحتجبت عن الصدورلأعوام، وواجهت (أم القرى) الأزمة ذاتها، في العام 1360هـ / 1941م إلا أن الملك عبدالعزيز أمر بمعالجة الموضوع على الفور، وتم توفير ورق بعد جهدٍ من البحث، ولم تتوقف الجريدة عن الصدور، لتكون صوت البلاد في خدمة الإسلام، لا سيما في مراحل صدورها الأولى، وقد عاصرت (أم القرى) تأسيس المملكة العربية السعودية ونهضت مع نهضتها الكبيرة التي شملت قطاعات الدولة ومناطقها كافة، وحفظت في ذاكرتها اللبنات الأولى في سن الأنظمة والقوانين التي أقرتها الدولة، بما نشرته من قرارات وأنظمة شكلت البنية التشريعية والتنموية والاقتصادية المتينة، وبقيت هذه الجريدة إلى وقتنا الحاضر الجريدة الرسمية للدولة".
وخلال حفل جريدة أم القرى بمرور 100 عام على تأسيسها، أعلن وزير الإعلام المكلف السابق الدكتور ماجد القصبي عن صدور الموافقة السامية بنقل جريدة أم القرى إلى وكالة الأنباء السعودية، لتشهدا مرحلة جديدة ونقلة كبيرة لكافة جوانب العمل الإعلامي والتحول الرقمي.

## رؤساء التحرير
تناوب على رئاسة تحرير الجريدة في الفترة من 1343هـ - 1365هـ (1924م - 1945م) عدد من رؤساء التحرير هم:
1. يوسف ياسين (أول رئيس تحرير لجريدة أم القرى). (1343هـ إلى 1347هـ).
2. رشدي صالح ملحس. (1347هـ - 1349هـ).
3. محمد سعيد عبد المقصود. (1350هـ - 1355هـ)
4. فؤاد شاكر. (1355هـ - 1359هـ).
5. عبد القدوس الأنصاري. (1359هـ - 1360هـ).[10]
6. الطيب طاهر الساسي.[11]
7. حسين عقيل.[12]
8. فائق حريري.
9. أحمد يحيى المدخلي.
10. أحمد عبد العزيز الغامدي.
11. حسين بافقيه (1427هـ - 1434هـ).
12. عبد الله بن سفر الأحمدي.[13]
13. أشرف الحسيني (شوال 1441هـ - إلى الآن).[14]

## أزمة الورق
في عام 1942م شهد العالم بأسرة أزمة الورق بسبب اندلاع الحرب العالمية الثانية مما أدى لصدور أوامر بإيقاف جميع الصحف السعودية، واستثنت كما يقول المؤرخون جريدة أم القرى التي توقفت فقط مدة ثمانية أسابيع، وقد أطلق عليها حينها الجريدة «المدللة». وكما يسرد التاريخ بعد أن علم عبد العزيز آل سعود بتوقف الجريدة بسبب انتهاء المخزون الورقي في مخازن الجريدة وعدم وصول الدفعات الورقية المقرر وصولها إلى المطبعة بادر بإرسال الشيخ عبد الله السليمان وزير المالية في ذلك الوقت لتأمين الورق من بعض الدول المجاورة على وجه السرعة، وبالفعل عادت أم القرى للصدور من جديد لكن بحجم صغير وبصفحتين فقط طيلة مدة الحرب.
وجريدة أم القرى كانت وحتى العقد الرابع من تاريخها مرآةً للحياة الثقافية والأدبية في المملكة العربية السعودية، ومعبّرةً عن روح النهضة والإصلاح التي قادها الملك عبد العزيز، وموثقةً لارتباط هذه البلاد بحركة التحديث والتنمية التي قطعتها في التاريخ المعاصر.
يقع مقر جريدة أم القرى في مدينة مكة المكرمة، وتحديدًا في حي العمرة، وهي تصدر من موقعها، وكان أول رئيس تحرير لها يوسف ياسين، وعُرفت بصفتها بداية الإعلام السعودي ومصدرًا مهمًّا له، وتوسعت فيما بعد لتضم أربعة أفرع في المدن التالية: العاصمة الرياض، وجدة، والدمام، والمدينة المنورة.

## وصلات خارجية
- تاريخ الصحافة السعودية ونسخ جرائد قديمة.
- جريدة (أم القرى) .. 93 عاماً من العطاء.
- جريدة أم القرى.. على المكتبة الرقمية العالمية